# Mecapaca
Mecapaca es una localidad y un municipio de Bolivia, ubicado en los valles de la provincia de Murillo en el departamento de La Paz.
Se encuentra ubicado a 28 km de la ciudad de La Paz, capital del departamento y sede de gobierno del país, y se halla a 2.800 metros sobre el nivel del mar. Según el censo nacional de 2012, el municipio de Mecapaca cuenta con una población de 16.027 habitantes.

## Historia
En la época de la colonia los Valles de Mecapaca eran el Olimpo de los nuevos emigrantes, donde las personas más adineradas construían sus casonas.

## Geografía
El municipio de Mecapaca está ubicado en el borde del Altiplano boliviano a una altitud promedio de 3000 m s. n. m., en el borde occidental de la Cordillera Central de los Andes y es atravesado de noroeste a sureste por el río de La Paz.
Se ubica en la parte sur de la provincia de Murillo y limita al norte con el municipio de La Paz, al oeste con el municipio de Achocalla, al suroeste con el municipio de Calamarca en la provincia de Aroma, al sur con el municipio de Sapahaqui en la provincia de Loayza y al este con el municipio de Palca.
La región tiene un clima diurno marcado, en el que las fluctuaciones de temperatura durante el día son mayores que a lo largo del año.
La temperatura media promedio del municipio es de 16 °C, las temperaturas promedio mensuales varían levemente entre poco menos de 14 °C en junio/julio y poco menos de 18 °C en noviembre. La precipitación anual es de 550 mm, la precipitación mensual oscila entre menos de 15 mm de mayo a agosto y 120 mm en enero.

## Demografía
De acuerdo con el censo boliviano de 2024, la población del municipio de Mecapaca es de 20 455 habitantes.
La población del municipio de Mecapaca aumentó más del doble entre 1992 y 2024:
| Año  | Habitantes (municipio) | Fuente |
| ---- | ---------------------- | ------ |
| 1992 | 9.566                  | Censo  |
| 2001 | 11.782                 | Censo  |
| 2012 | 16.027                 | Censo  |
| 2024 | 20.455                 | Censo  |

## Transporte
Mecapaca se encuentra a 25 kilómetros por carretera al sur de La Paz, sede de gobierno de Bolivia. Un camino rural corre hacia el sur desde La Paz pasando por el Valle de la Luna y el pueblo de Mallasa en la margen izquierda del río de la Paz hasta llegar a Mecapaca.

## Atractivos turísticos
Mecapaca cuenta con una topografía montañosa, entre sus atractivos están:
- Feria de las flores de Mallasa Mecapaca
- Pueblo Mecapaca
- Valencia
- Calvario de Mecapaca
- Cerro Muela del Diablo

Así también, Mecapaca posee con infraestructura para el servicio de hospedaje:
- DM Hotel Andino Resort & spa.- hacienda colonial de 5 estrellas con spa, piscina al aire libre y baños termales.
- Hotel Oberland.- situado a 300 metros del Valle de la Luna con piscina cubierta por una cúpula, bañera de hidromasajes, wifi gratuito y jardín grande.